# ماسولي ميركوريو
ماسولي ميركوريو (بالإنجليزية: Micole Mercurio)‏ هي ممثلة أمريكية، ولدت في 10 مارس 1938 بشيكاغو في الولايات المتحدة، وتوفيت في 19 يناير 2016 بسانتا مونيكا في الولايات المتحدة.

## أعمال

### أفلام
- (1985) قناع[5]
- (1996) يومان في الوادي[6]
- (2001) قطاع الطرق[7]

### مسلسلات
- فلاش فورورد

## وصلات خارجية
- ماسولي ميركوريو على موقع IMDb (الإنجليزية)
- ماسولي ميركوريو على موقع ألو سيني (الفرنسية)
- ماسولي ميركوريو على موقع ميوزك برينز (الإنجليزية)
- ماسولي ميركوريو على موقع أول موفي (الإنجليزية)
- ماسولي ميركوريو على موقع قاعدة بيانات الأفلام السويدية (السويدية)
- ماسولي ميركوريو على موقع قاعدة بيانات الفيلم (الإنجليزية)
- ماسولي ميركوريو على موقع كينوبويسك (الروسية)